# 東祖谷久保
東祖谷久保（ひがしいやくぼ）は、徳島県三好市の町名。郵便番号は778-0202。

## 地理
三好市の南部に位置。北は東祖谷落合、東は東祖谷菅生、西は東祖谷九鬼・東祖谷西山・東祖谷阿佐、南は高知県香美市とそれぞれ接する。三嶺・天狗塚・西熊山が聳え、地域内に天狗塚の登山道がある。

### 山岳
- 三嶺
- 天狗塚
- 西熊山

### 河川
- 祖谷川

### 小字
- 久保蔭
- 久保西
- 久保東

## 歴史
- 2006年（平成18年）3月1日 - 三好郡東祖谷山村が三野町・池田町・山城町・井川町・西祖谷山村と合併して三好市が発足し、現在の町名となる。

## 世帯数と人口
2021年（令和3年）11月30日現在の世帯数と人口は以下の通りである。
| 町丁       | 世帯数 | 人口  |
| ---------- | ------ | ----- |
| 東祖谷久保 | 71世帯 | 136人 |

## 小・中学校の学区
市立小・中学校に通う場合、学区は以下の通りとなる。
| 番地 | 小学校               | 中学校               |
| ---- | -------------------- | -------------------- |
| 全域 | 三好市立東祖谷小学校 | 三好市立東祖谷中学校 |

## 施設
- 虹の谷公園
- 虹の瀧
- 十二社神社

## 交通

### 鉄道
- 最寄駅はJR土讃線の大歩危駅。

### 道路
国道
- 国道439号